# 베라크루스큰깔때기귀박쥐
베라크루스큰깔때기귀박쥐(Natalus lanatus)는 깔때기귀박쥐과 깔때기귀박쥐속(Natalus)에 속하는 남아메리카 박쥐의 일종이다. 멕시코 북부와 중부, 서-중부 지역에서 발견된다.

## 분포 및 서식지
멕시코 치와와와 두랑고, 게레로, 할리스코, 나야리트, 시날로아, 베라크루스주에서 서식한다. 열대 탈락성 소노라-시날로아 천이 지대 아열대 건조림과 바지오 건조림, 동시에라마드레 산맥의 열대 산악 지역 소나무-참나무 숲, 그리고 멕시코 고원 저지대부터 중위 고도까지의 지역에서도 발견된다. 피코 데 오리사바 국립공원과 마피미 분지의 마피미 생물권 보전 구역, 멕시코 고원의 내부 유역과 같은 여러 보호 지역에서도 발견된다.